# Keats (krater)
Keats är en nedslagskrater på planeten Merkurius, med en diameter på ungefär 107 kilometer.
1976 uppkallade den efter författaren John Keats.